# Resolució 1249 del Consell de Seguretat de les Nacions Unides
La Resolució 1249 del Consell de Seguretat de les Nacions Unides, adoptada el 25 de juny de 1999 després d'examinar la sol·licitud de la República de Nauru per ser membre de les Nacions Unides, el Consell va recomanar a l'Assemblea General que Nauru fos admesa.
La resolució va ser aprovada amb 14 vots a favor i cap en contra. La República Popular de la Xina es va abstenir declarant que no podia donar suport a la recomanació (a causa dels estrets llaços diplomàtics de Nauru amb Taiwan), però que no la vetaria per l'interès del poble de tots dos països.